# Agonocryptus admirandus
Agonocryptus admirandus är en stekelart som först beskrevs av Cresson 1874.  Agonocryptus admirandus ingår i släktet Agonocryptus och familjen brokparasitsteklar. Inga underarter finns listade i Catalogue of Life.